# Casalbordino
Casalbordino ist eine italienische Gemeinde (comune) mit 5715 Einwohnern (Stand 31. Dezember 2023) in der Provinz Chieti in den Abruzzen.

## Geographie
Die Gemeinde liegt etwa 42 Kilometer südöstlich von Chieti unmittelbar am Adriatischem Meer (der Ortskern ca. 8 Kilometer im Landesinneren). Der Küstenabschnitt wird Costa dei Trabocchi oder – wegen des Klimas – „Klein-Normandie“ genannt.

## Geschichte
Der Ort bzw. die Gemeinde hat seinen ursprünglichen Namen nach dem Condottiere Roberto Bordinus erhalten. Es handelte sich hier um das Siedlungsgebiet der Frentaner, sodass bereits für das 2. Jahrhundert vor Christus Siedlungsreste nachweisbar sind.
971 wird die Johannesabtei in der heutigen Gemarkung Santini gegründet.

## Verkehr
Durch die Gemeinde führen die Autostrada A14 sowie die Strada Statale 16 Adriatica und die Strada Statale 364 di Atessa. Ein Haltepunkt besteht an der Ferrovia Adriatica, der Bahnstrecke von Ancona nach Lecce.

## Weinbau
In der Gemeinde werden Reben der Sorte Montepulciano für den DOC-Wein Montepulciano d’Abruzzo angebaut.

## Söhne und Töchter
- Camillo Cibotti (* 1954), römisch-katholischer Bischof von Isernia-Venafro und Trivento
- Antonio Tartaglia (* 1969), Bobfahrer